# Bah Oury
Amadou Oury Bah (n. martie 1958, Pita⁠(d), Regiunea Mamou, Guineea) este un om politic guineean. Este prim-ministru din 27 februarie 2024.
Figură a opoziției față de regimurile prezidențiale succesive începând cu anii 1990, este în special fondatorul Uniunii Forțelor Democratice din Guineea.
În prezent este președintele Uniunii Democraților pentru Renașterea Guineei (UDRG). De asemenea, a fost ministru responsabil cu reconcilierea națională în timpul mandatului lui Lansana Conté⁠(d).

## Biografie
Amadou Bah Oury s-a născut la Pita, în Guineea de Mijloc, în 1958. El a fondat Uniunea Forțelor Democratice din Guineea în septembrie 1991, sub denumirea de Uniunea Forțelor Democratice, și a condus fuziunea acesteia cu UFP, PUR și FODEG în 1992. De atunci, a deținut funcția de secretar general (al doilea în ierarhie) sau de vicepreședinte.
În cadrul Forumului Forțelor Vii din Guineea, a fost președintele comisiei de organizare a manifestației de pe Stadionul 28 Septembrie, în timpul masacrului din 28 septembrie 2009. În 2010, a fost audiat după ce s-a constituit parte civilă în legătură cu acest masacru.
Aflat în exil în Franța, a fost condamnat la închisoare pe viață în contumacie pentru atentat la siguranța statului în 2011, în urma tentativei de lovitură de stat împotriva lui Alpha Condé. Gratiat în decembrie 2015 de către Alpha Condé, a primit, la sfârșitul exilului său, o distincție din partea organizației guineene pentru apărarea drepturilor omului și ale cetățeanului, OGDH.
La 5 februarie 2016, a fost exclus definitiv din UFDG, din cauza sprijinului său pentru putere în detrimentul deciziilor și liniei electorale a partidului.

## Prim-ministru
Bah Oury este numit prim-ministru la 27 februarie 2024, înlocuindu-l pe Bernard Goumou. Numirea sa are ca scop deblocarea unei crize care zguduie țara, întrucât o grevă generală inițiată de sindicate izbucnise cu două zile mai devreme.
El depune jurământul în aceeași zi, iar pe 29 februarie este instalat oficial în funcție. La 13 martie 2024, președintele numește guvernul la propunerea sa.

## Premii și distincții
2025: Mare ofițer al Ordinului Coroanei, acordat de prințul-episcop arhiepiscop de Sabourg, monseniorul Giovanni Luca, din Principatul Seborga⁠(d).